# Dzwonnica Gwarków
Dzwonnica Gwarków – współczesna replika drewnianej dzwonnicy kopalnianej z XIX wieku, znajdująca się w Tarnowskich Górach, wpisana do rejestru zabytków nieruchomych województwa śląskiego jako zabytek mający rzekomo pochodzić z XVI wieku.

## Historia

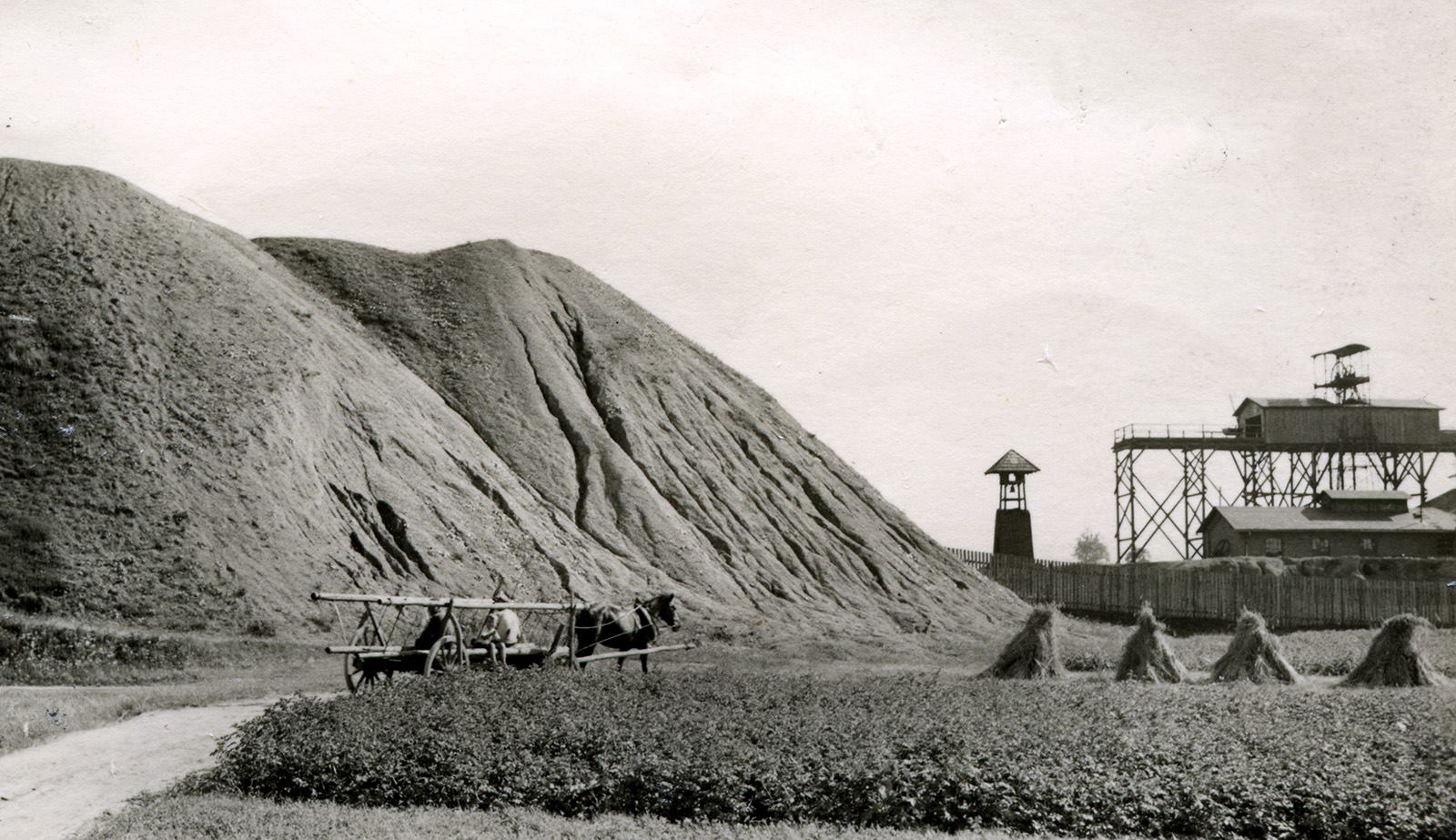
Hałda popłuczkowa z Dzwonnicą Gwarków na początku XX wieku

Pierwotnie (od XIX wieku) drewniana dzwonnica znajdowała się przy północnym zboczu hałdy popłuczkowej, na terenie Królewskiej Kopalni „Fryderyk” (niem. Königliche Friedrichsgrube) w Bobrownikach. Po jej likwidacji na początku XX wieku wieża została przeniesiona na teren pobliskiej kopalni dolomitu „Blachówka” w Bobrownikach-Blachówce, gdzie do lutego 1955 roku ustawiona była przy nasypie kolei wąskotorowej. Oryginalny dzwon górniczy, zawieszony na wieży pod hałdą popłuczkową, został skradziony prawdopodobnie podczas II wojny światowej, w związku z czym mieszkańcy Górnik (obecnie dzielnica Bytomia) postanowili zawiesić w niej współczesny, staliwny dzwon znajdujący się dotąd na budynku tamtejszej szkoły. W 1954 roku członkowie Stowarzyszenia Miłośników Historii i Zabytków Ziemi Tarnogórskiej wykonali dokładną inwentaryzację dzwonnicy, a w lutym 1955 roku ich staraniem zabytek został przeniesiony do Tarnowskich Gór na plac Gwarków. Oryginalną konstrukcję drewnianą naprawiono, wymieniając na nowe cztery rozpory z okrąglaków oraz gonty i uzupełniając część odeskowania, a następnie całość zakonserwowano. Wieżę posadowiono w miejscu wyburzonego po II wojnie światowej domu zbornego gwarków, na nowym, betonowym fundamencie ze schodkami, obmurowanym kamieniem dolomitowym. W nowej lokalizacji dzwonnicę uroczyście odsłonięto 22 lipca 1955 roku, a 15 kwietnia 1966 roku wpisano ją do rejestru zabytków nieruchomych województwa katowickiego. Oficjalnym opiekunem społecznym zabytku został jeszcze w 1964 roku Stanisław Wyciszczak, członek Stowarzyszenia Miłośników Ziemi Tarnogórskiej.
W II połowie lat 80. XX wieku ze względu na znaczne zniszczenie częściowo oryginalnej konstrukcji drewnianej, zespół Pracowni Konserwacji Zabytków pod kierunkiem Bronisława Mzyka wykonał jej zupełną replikę, ponieważ nie udało się już uratować żadnego elementu drewnianego. Nową wieżę ustawiono na miejscu zabytkowej, a jedynymi zachowanymi starszymi elementami były: pochodzący sprzed II wojny światowej staliwny dzwon oraz jego metalowe zawieszenie (jarzmo z klamrą i siedzisko).
Skorodowany i pęknięty dzwon wraz z niedziałającym zawieszeniem zdjęto z repliki dzwonnicy 13 maja 2020 roku i przekazano do Muzeum w Tarnowskich Górach. W Barbórkę 4 grudnia 2020 roku, na dzwonnicy uroczyście odsłonięto i uruchomiono trzeci z kolei dzwon o odmiennym kształcie i ornamentyce, odlany z brązu w zakładzie ludwisarskim Zbigniewa Felczyńskiego w Taciszowie, którego serce i nowe jarzmo wykonała ludwisarska Firma Szydlak z Krotoszyna. Fundatorami nowego dzwonu zostali Robert Franz, Henryk Jokiel i Kristian Kidala z tarnogórskiej firmy „Biogeneza”. Inicjatywa wymiany i odlania nowego dzwonu w 2020 roku oraz zaproszenia fundatorów wyszła ze Stowarzyszenia Miłośników Ziemi Tarnogórskiej, które opiekuje się zabytkiem. Stąd na płaszczu dzwonu znajduje się ornament z herbami Tarnowskich Gór i Stowarzyszenia oraz inskrypcją „MONTES TARNOVICENSES ANNO DOMINI 2020”.

## Wykonanie

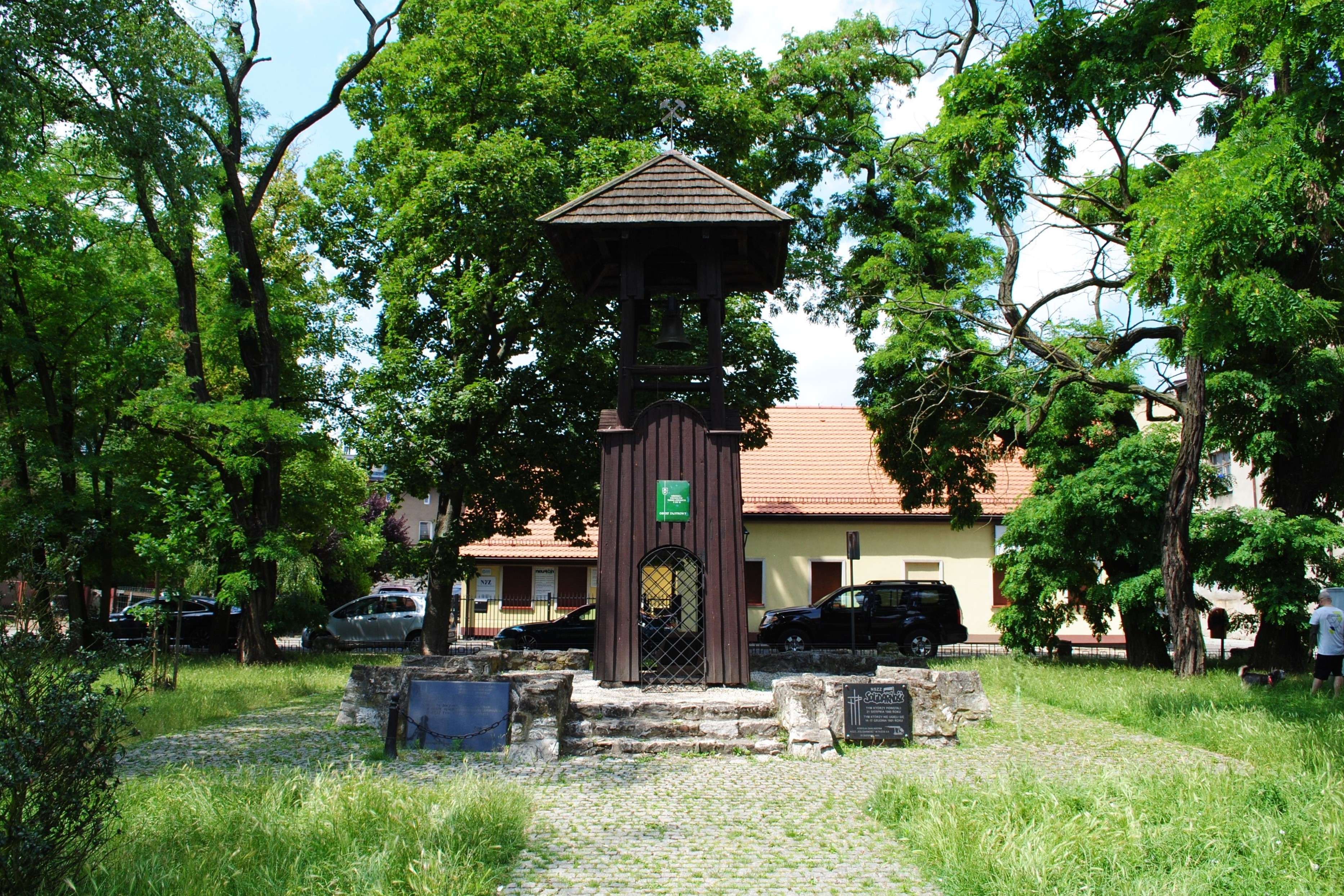
Dzwonnica Gwarków i jej otoczenie (2024)

Dzwonnica wykonana jest z drewna, konstrukcji słupowej, dołem szalowana deskami, zwieńczona namiotowym dachem pokrytym gontem. Stoi na podmurówce z kamienia wapiennego.

## Tablice pamiątkowe NSZZ „Solidarność” i „Dąb Wolności”
Na ścianach podmurówki Dzwonnicy Gwarków znajdują się dwie tablice pamiątkowe ufundowane przez członków tarnogórskich struktur Niezależnego Samorządnego Związku Zawodowego „Solidarność”:
- po lewej stronie schodów 17 grudnia 1996 roku, w 15. rocznicę zakończenia strajku „Solidarności” w Fabryce Zmechanizowanych Obudów Ścianowych „Fazos” w Tarnowskich Górach[11], wmurowano tablicę z napisem: „W 15-tą rocznicę stanu wojennego w hołdzie pomordowanym, represjonowanym oraz tym, którzy się nie ugięli”. Na tablicy wyryto też cytat z homilii ks. Jerzego Popiełuszki: „Nie da się budować domu ojczystego w kłamstwie, przemocy i nienawiści”[12].
- po prawej stronie schodów 21 sierpnia 2018 roku, w 38. rocznicę pierwszego strajku na Górnym Śląsku, który miał miejsce w Fabryce Zmechanizowanych Obudów Ścianowych „Fazos” w Tarnowskich Górach[13], odsłonięto tablicę z napisem: „Tym którzy powstali 21 sierpnia 1980 roku. Tym którzy nie ugięli się 14–17 grudnia 1981 roku”[14].

Obok zabytkowej dzwonnicy zasadzono 21 sierpnia 2018 roku jeden ze stu pobłogosławionych przez papieża Franciszka „Dębów Wolności”.